# Summerfield (Ohio)
Summerfield és una població dels Estats Units a l'estat d'Ohio. Segons el cens del 2000 tenia 296 habitants.

## Demografia
Segons el cens del 2000, Summerfield tenia 296 habitants, 103 habitatges, i 77 famílies. La densitat de població era de 308,9 habitants per km².
Dels 103 habitatges en un 45,6% hi vivien nens de menys de 18 anys, en un 60,2% hi vivien parelles casades, en un 9,7% dones solteres, i en un 24,3% no eren unitats familiars. En el 20,4% dels habitatges hi vivien persones soles el 14,6% de les quals corresponia a persones de 65 anys o més que vivien soles. El nombre mitjà de persones vivint en cada habitatge era de 2,87 i el nombre mitjà de persones que vivien en cada família era de 3,38.
Per edats la població es repartia de la següent manera: un 35,8% tenia menys de 18 anys, un 8,1% entre 18 i 24, un 24,7% entre 25 i 44, un 19,6% de 45 a 60 i un 11,8% 65 anys o més.
L'edat mediana era de 28 anys. Per cada 100 dones de 18 o més anys hi havia 81 homes.
La renda mediana per habitatge era de 28.750 $ i la renda mediana per família de 29.844 $. Els homes tenien una renda mediana de 29.375 $ mentre que les dones 16.250 $. La renda per capita de la població era de 15.132 $. Aproximadament el 19,8% de les famílies i el 16,7% de la població estaven per davall del llindar de pobresa.

## Poblacions més properes
El següent diagrama mostra les poblacions més properes.